# شارون فورستر
شارون فورستر (بالإنجليزية: Sharon Forrester)‏ هي مغنية جامايكية، ولدت في 1956 في كينغستون في جامايكا.